# David FitzGerald
David FitzGerald est un prélat anglo-normand mort le 8 mai 1176. Il est évêque de St David's, au pays de Galles, de 1148 à sa mort.

## Biographie
David FitzGerald est probablement né entre 1103 et 1109. Il est le fils cadet du baron anglo-normand Gérald de Windsor et de sa femme Nest ferch Rhys. Par sa mère, il descend de la lignée royale du Deheubarth, royaume du Sud-Ouest du pays de Galles.
L'évêque de St David's Bernard meurt en 1148 et le chapitre de chanoines de la cathédrale de St David's est divisé sur le choix de son successeur. Le soutien de l'archevêque de Cantorbéry Thibaut du Bec permet à David, alors archidiacre de Cardigan, d'être élu.
Durant son épiscopat, David est peu actif hors des limites de son diocèse et s'investit rarement dans les affaires séculières. Il participe à quelques conciles, comme celui de Tours en 1163, et se rend occasionnellement à la cour du roi anglais Henri II. En 1167, il négocie avec le prince du Deheubarth Rhys ap Gruffydd la libération de son demi-frère Robert FitzStephen (en), qui devient par la suite l'un des meneurs de l'invasion normande de l'Irlande.
David FitzGerald meurt le 8 mai 1176. Il est enterré à St David's. Il laisse plusieurs filles et un fils, Miles, qui participe également aux campagnes normandes en Irlande. Son neveu Giraud de Barri tente en vain de lui succéder à St David's.